# كاسر الحجر الرفيع
كاسر الحجر الرفيع (الاسم العلمي:Saxifraga angustata) هو نوع من النباتات يتبع جنس كاسر الحجر من فصيلة كاسرات الحجر.